# Большие Пороги
Больши́е Поро́ги (фин. Koski) — деревня Свердловского городского поселения Всеволожского района Ленинградской области.

## Название
Название происходит от невских порогов, расположенных здесь же. Финское название Koski также означает порог или водопад.

## История
Первое упоминание — деревня Пороги на пороге на Неве и рядом с ней Кулокина, происходит ещё в Писцовой книге Водской пятины 1500 года в Спасском Городенском погосте.
Картографическое упоминание — деревня Kallakina, происходит в 1676 году на карте Ингерманландии Бергенгейма.
Затем, в XVIII веке, она упоминается как «мыза Вознесенская или пильные заводы», а также: Порожская, Пороская, Пороски и лишь на картах XIX века деревня приобретает современное имя — Пороги.
Деревня Coskis упоминается в наиболее старых из сохранившихся церковных регистрационных книгах Колтушского лютеранского прихода 1745—1755 годов.
В 1774 году мыза Порожская с 2100 десятинами земли была пожалована князю Г. А. Потёмкину-Таврическому, а в конце века она перешла к семейству Чоглоковых.
Деревня Пороги и при ней «пильная мельница» упоминаются на «карте окружности Санкт-Петербурга» 1810 года.

ПОРОГИ — деревня, принадлежит ротмистру Александру Чоглокову, жителей по ревизии 53 м. п., 49 ж. п.

Близ оной:

а) лесопильный завод.

б) Кирпичные заводы. (1838 год)

На этнографической карте Санкт-Петербургской губернии П. И. Кёппена 1849 года она обозначена как деревня «Koski», расположенная в ареале расселения савакотов. В пояснительном тексте к этнографической карте указано количество её жителей на 1848 год: савакотов — 62 м. п., 60 ж. п., финляндских карелов — 25 м. п., 33 ж. п., всего 180 человек.

ПОРОГИ — деревня г. Чоглокова, по просёлкам, 19 дворов, 66 душ м. п. (1856 год)

Число жителей деревни по X-ой ревизии 1857 года: 70 м. п., 57 ж. п..

ПОРОГИ — деревня владельческая, при р. Неве, 20 дворов, 91 м. п., 68 ж. п. (1862 год)

В 1869 году временнообязанные крестьяне деревни Пороги выкупили свои земельные наделы у А. П. Чоглокова и стали собственниками земли.
Согласно подворной переписи 1882 года в деревне проживали 37 семей, число жителей: 96 м. п., 106 ж. п., все лютеране, разряд крестьян — собственники, а также пришлого населения 12 семей, в них: 28 м. п., 28 ж. п., все лютеране.
По одним данным, в 1877 году Чоглоковы продали мызу И. К. Пирогову, построившему здесь свой кирпичный завод, где трудились 400 рабочих. По другим, согласно материалам по статистике народного хозяйства Шлиссельбургского уезда, мызу Пороги площадью 4256 десятин, приобрели по частям в 1877, 1878 и 1883 годах потомственные почётные граждане И. И. и А. А Пироговы. В имении было 100 молодых яблонь, каменная оранжерея и кирпичный завод на две печи, со сбытом до 2 млн кирпичей в год. На заводе работали 130 мужчин и 10 женщин.
Кроме того, в 1880 году 431 десятину земли в деревне Пороги за 19 000 рублей приобрело Товарищество «Горомов и Компания», а в 1884 году, жена кандидата права З. И. Розинг купила за 10 000 рублей 75 десятин земли.

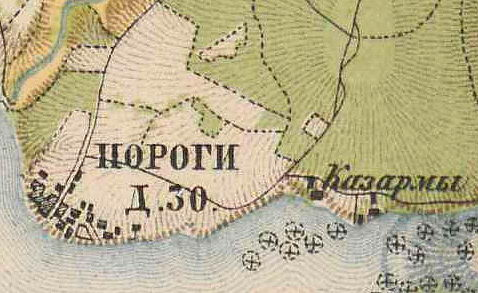
План деревни Пороги. 1885 год.

В 1885 году деревня насчитывала 30 дворов.

ПОРОГИ (КОЧКИ) — деревня, на земле Островского сельского общества, при р. Неве, 38 дворов, 92 м. п., 102 ж. п., всего 194 чел. мелочная лавка.

Дача Ф. А. Шалаева при деревне БОЛЬШИЕ ПОРОГИ — владельческая усадьба на собственной земле, на правом берегу р. Большой Невы, 1 двор, 1 м п. между деревней Пороги и деревней Маслово. (1896 год)

В конце XIX — начале XX века деревня административно относилась к Колтушской волости 2-го стана Шлиссельбургского уезда Санкт-Петербургской губернии.
Последним владельцем деревни в 1900 году стал заводчик статский советник барон В. А. Ренненкампф.
В 1909 году в деревне было 39 дворов.

В Колтушской волости судами (полулодками и тихвинками) владели крестьяне деревень Пороги, Богородицкое и Выборгская Дубровка. На судах перевозили также дрова и отчасти разного рода товары из Шлиссельбурга. Наемными рабочими на судах и пароходах служили крестьяне из всех приневских селений Колтушской волости, но особенно из Выборгской Дубровки, Песков и Порогов.
— Ивлев В. В. Всеволожский район Ленинградской области: Историко-географический справочник. СПб. 1994; СПб. 2003. С. 125
В 1914 году в деревне Пороги, работал лесопильный завод Ф. Ф. Шульца, рабочих на нём было 35 человек.

БОЛЬШИЕ ПОРОГИ — деревня Островского сельсовета, 460 чел.

КИРПИЧНЫЙ ЗАВОД «НЕВСКИЕ ПОРОГИ» — посёлок Островского сельсовета, 494 чел. (1939 год)

План деревни Большие Пороги. 1939 год

В 1940 году деревня насчитывала 85 дворов, население деревни составляло 661 человек.
До 1942 года — место компактного проживания ингерманландских финнов.
В 1958 году население деревни составляло 118 человек.
По данным 1966 и 1973 годов деревня Большие Пороги входила в состав Овцинского сельсовета.
Постановлением Совета министров РСФСР № 624 от 4 декабря 1974 года, расположенный в деревне Большие Пороги, мемориал в память обороны Ленинграда в 1941—1944 годы «Зелёный пояс Славы» — «Безымянная высота», признан памятником истории.
В 1997 году в деревне проживали 5 человек, в 2002 году — 31 человек (русских — 68 %), в 2007 году — 49.
Ниже по течению была ещё деревня Малые Пороги (до середины 1930-х она называлась — Ново-Выборгская), сейчас микрорайон посёлка имени Свердлова.

## География
Деревня расположена в южной части района на автодороге 41К-312 (Посёлок имени Свердлова — Маслово).
Расстояние до административного центра поселения — 10 км.
Деревня находится на правом берегу реки Невы, к востоку от посёлка имени Свердлова и к западу от деревни Маслово. В центре деревни расположено озеро.

## Демография
| 1838 | 1848 | 1862 | 1896 | 1939 | 1940 | 1958 |
| ---- | ---- | ---- | ---- | ---- | ---- | ---- |
| 102  | ↗180 | ↘159 | ↗195 | ↗460 | ↗661 | ↘118 |
| 1997 | 2007 | 2010 | 2017 |      |      |      |
| ↘5   | ↗49  | ↗128 | →128 |      |      |      |

Национальный состав
Согласно данным Всероссийской переписи населения 2021 года в деревне проживали 176 человек, из них:
 русские — 28, нет национальной принадлежности — 4 человека, остальные национальность не указали.

## Инфраструктура
Объектов промышленности и сельского хозяйства нет. В деревне ведётся активное коттеджное строительство.

## Транспорт
С Санкт-Петербургом деревню связывает автобусный маршрут № 692А ( Улица Дыбенко — Оранжерейка), протяжённостью 28,4 км.

## Улицы
1-я Полевая, 2-я Полевая.